# Río Lengupá
El río Lengupá es un río ubicado en el departamento de Boyacá, Colombia. Nace en el municipio de Zetaquira, Boyacá, por la confluencia de los ríos Fuche y Mueche, y desemboca en el Río Upía en la inspección policial de El Secreto, Sabanalarga.

## Nombre
El nombre "Lengupá" significa "lugar donde se encuentra el padre del río" en idioma muisca, ya que en épocas precolombinas, en esta zona habitaban indígenas pertenecientes a este pueblo indígena.

## Recorrido
El río nace en el municipio de Zetaquira, en Boyacá, sigue hacia el oriente por un profundo valle, recorriendo los municipios de Berbeo, Miraflores, Campohermoso, Santa María y San Luis de Gaceno, en su recorrido recibiendo afluentes como la quebrada Negra o rio Tunjita.